# Fabrique-Neuve de Cortaillod

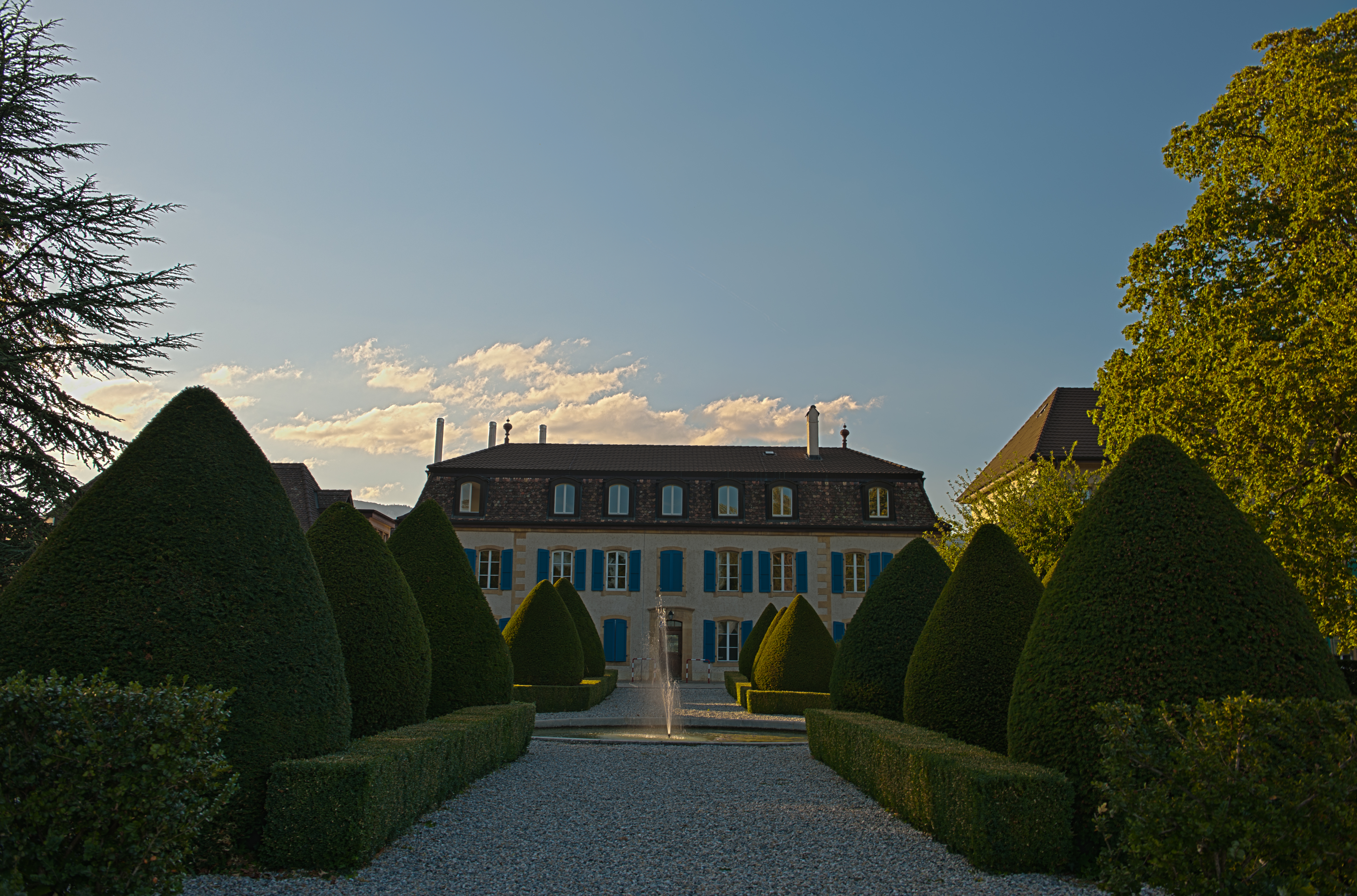
Cortaillod La Fabrique Neuve

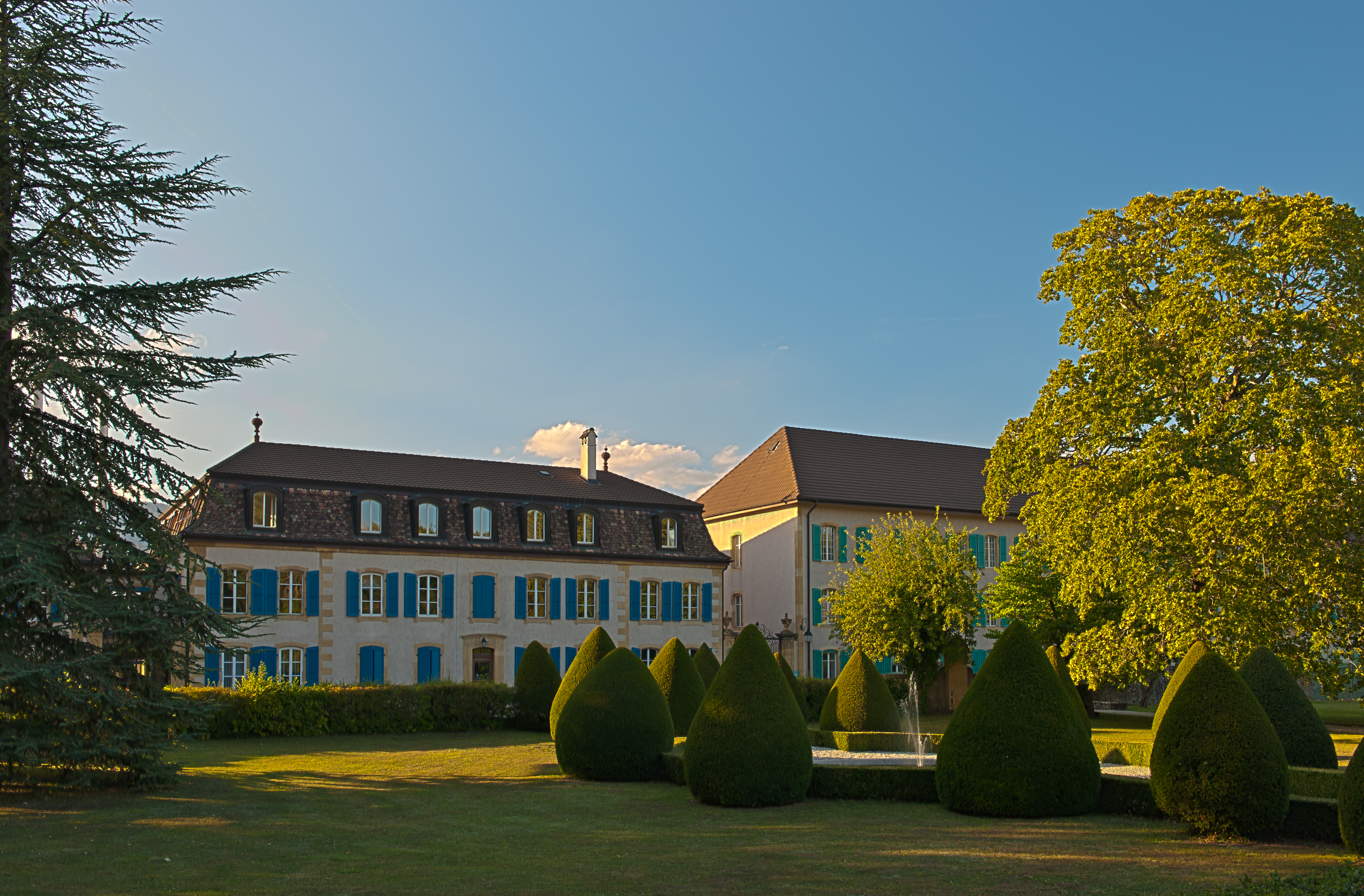
Cortaillod La Fabrique Neuve

La Fabrique-Neuve de Cortaillod est l'une des premières entreprises industrielles suisses et européennes. Ce fut l'une des plus importantes de l'histoire des indiennes de coton en Europe.

## Histoire
La Fabrique-Neuve de Cortaillod est fondée en 1752 à Cortaillod, à l'embouchure de l'Areuse, au bord du lac de Neuchâtel, par Jean-Jacques Bovet (1728-1793) et Claude-Abram Du Pasquier (1717-1783), qui en assume la direction jusqu'à sa mort. Elle fut emblématique de l'essor en Suisse de l'industrie des indiennes lors de la première révolution industrielle. 
La Fabrique connut une prospérité remarquable jusqu'à la fin du XVIIIe siècle, travaillant à façon pour de grandes sociétés de commerce, au premier rang desquelles la Société de Jacques-Louis Pourtalès. 
À la fin du XVIIIe siècle, la production atteint 45 000 pièces et la fabrique emploie plus de 700 ouvriers, à Cortaillod, dans le Pays de Vaud et sur la rive fribourgeoise du Lac de Neuchâtel. Elle est alors l'une des plus importantes manufactures concentrées d'Europe. C'est l'une des premières entreprises d'un secteur qui représente, au début du XIXe siècle, près de 700 millions de livres, selon l'historien Pierre Caspard. Dans l'ensemble de la principauté de Neuchatel, ce sont pas moins de 130 000 pièces de coton imprimés, de 16 aunes chacune, qui sont fabriquées et exportées dans le monde entier.
Il reste de cette période florissante un important fonds d'archives conservé aux Archives de l'État de Neuchâtel, contenant notamment un ensemble de 10 000 pièces de projets d'indiennes aquarellés en couleur. Il contient aussi l'histoire des ouvriers et de l'entreprise que l'on découvre à travers des livres de comptes, des carnets d'heures, etc.
Le blocus continental instauré par Napoléon Ier et la loi prohibitrice de l'entrée des toiles imprimées dans l'Empire français accélèrent la période de décadence de la fabrique. En 1854, Henry Du Pasquier, l'arrière-petit-fils du fondateur, décide d'arrêter l'impression des indiennes et de transformer l'entreprise en fabrique d'ébauches de montres, sous la raison sociale « Vaucher DuPasquier ». Cette dernière disparut à son tour en 1885. 
Dès 1879, une partie des bâtiments de la Fabrique-Neuve est occupée par une fabrique de câbles électriques (Société d'exploitation des câbles électriques, système Berthoud-Borel), qui devint rapidement la principale industrie de la commune de Cortaillod.

## Sources d'archives
- Fonds : Fabrique Neuve de Cortaillod (1747-1828).  Cote : FABRIQUE-NEUVE. Archives de l'État de Neuchâtel (présentation en ligne).